# Irena Mazin
Irena Mazin (* 23. April 1972 in Moskau) ist eine israelische Triathletin und nationale Triathlon-Meisterin (2015).

## Werdegang
Irena Mazin startete im Triathlon vorwiegend auf der Ironman- oder Langdistanz (3,8 km Schwimmen, 180 km Radfahren und 42,195 km Laufen).
Im Januar 2015 konnte die damals 44-Jährige zum zweiten Mal nach 2012 auf der Triathlon-Langdistanz den Israman für sich entscheiden.

Auf der Triathlon-Mitteldistanz wurde sie im April 2015 Nationale Meisterin.
2012, 2015, 2017 und 2018 konnte sie sich für einen Startplatz beim Ironman Hawaii qualifizieren.
Im Januar 2020 wurde die 47-Jährige nach 2013 und 2014 zum dritten Mal Zweite beim Israman auf der Ironman-Distanz. Im November 2021 wurde die 49-Jährige Dritte bei der Erstaustragung des Ironman 70.3 Tiberias.
Irena Mazin arbeitet in der Software-Entwicklung bei Siemens in Tel Aviv und lebt in Raʿanana.

## Sportliche Erfolge
| Datum/Jahr    | Rang | Wettbewerb                           | Austragungsort | Zeit     | Bemerkung                           |
| ------------- | ---- | ------------------------------------ | -------------- | -------- | ----------------------------------- |
| 10. Nov. 2021 | 3    | Ironman 70.3 Tiberias                | Tiberias       | 05:04:07 | bei der Erstaustragung              |
| 18. Apr. 2015 | 1    | ISR Triathlon National Championships | Haifa          | 04:37:58 | Nationale Meisterin Mitteldistanz   |
| 10. Aug. 2014 | 36   | Ironman 70.3 Germany                 | Wiesbaden      | 05:23:21 | Ironman 70.3 European Championships |

| Datum/Jahr    | Rang | Wettbewerb       | Austragungsort | Zeit     | Bemerkung                                         |
| ------------- | ---- | ---------------- | -------------- | -------- | ------------------------------------------------- |
| 31. Jan. 2020 | 2    | Israman 226      | Eilat          | 12:30:23 | auf der Ironman-Distanz                           |
| 14. Okt. 2017 | 365  | Ironman Hawaii   | Hawaii         | 12:15:49 |                                                   |
| 22. Apr. 2017 | 40   | Ironman Texas    | The Woodlands  | 10:29:38 |                                                   |
| 27. Jan. 2017 | 3    | Israman 226      | Eilat          | 12:23:49 | auf der Ironman-Distanz                           |
| 24. Sep. 2016 | 23   | Ironman Mallorca | Alcúdia        | 10:28:42 | [ 2 ]                                             |
| 30. Jan. 2016 | 3    | Israman 226      | Eilat          | 12:12:47 | auf der Ironman-Distanz                           |
| 30. Jan. 2015 | 1    | Israman 226      | Eilat          | 11:56:42 | Siegerin auf der Ironman-Distanz                  |
| 17. Jan. 2014 | 2    | Israman 226      | Eilat          | 11:33:32 | auf der Ironman-Distanz                           |
| 25. Jan. 2013 | 2    | Israman 226      | Eilat          | 13:01:12 | Zweite hinter Dora Heller auf der Ironman-Distanz |
| 1. Juli 2012  | 16   | Ironman Austria  | Klagenfurt     | 10:41:12 |                                                   |
| 20. Jan. 2012 | 1    | Israman 226      | Eilat          | 11:48:14 | Siegerin auf der Ironman-Distanz                  |

(DNF – Did Not Finish)